# Mario Liebers
Pour les articles homonymes, voir Liebers.
Mario Liebers (né le 1er janvier 1960 à Dresde, en Allemagne), est un patineur artistique est-allemand. Il a été cinq fois vice-champion d'Allemagne de l'Est.

## Biographie

### Carrière sportive
Mario Liebers est un patineur issue de l'ancienne Allemagne de l'Est. Cinq fois vice-champion de RDA, il est toujours resté le dauphin de son illustre contemporain Jan Hoffmann.
Sur le plan international, il a représenté son pays à cinq championnats d'Europe et trois championnats du monde. Ses meilleurs classements ont été obtenues en 1978 lors des championnats d'Europe à Strasbourg (6e) et les championnats du monde à Ottawa (9e). Il n'a jamais participé aux Jeux olympiques d'hiver.

### Reconversion
Après sa carrière sportive, il est devenu dentiste à Berlin et a gardé le contact avec le patinage artistique en devenant juge.

### Famille
Il est le père des patineurs Martin Liebers (né en 1985) et Peter Liebers (né en 1988). Ce dernier a été cinq fois champion d'Allemagne (entre 2009 et 2014).

## Palmarès
| Compétition en individuel         | 1974    | 1975    | 1976    | 1977    | 1978    | 1979    | 1980    |  |  |  |  |  |  |  |  |
| Jeux olympiques d'hiver           |         |         |         |         |         |         |         |  |  |  |  |  |  |  |  |
| Championnats du monde             |         |         |         |         | 9e      | 14e     | 12e     |  |  |  |  |  |  |  |  |
| Championnats d’Europe             |         |         | 11e     | 8e      | 6e      | 8e      | 7e      |  |  |  |  |  |  |  |  |
| Championnats d'Allemagne de l'Est |         |         | 2e      | 2e      | 2e      | 2e      | 2e      |  |  |  |  |  |  |  |  |
|                                   |         |         |         |         |         |         |         |  |  |  |  |  |  |  |  |
| Autre Compétition                 | 1973/74 | 1974/75 | 1975/76 | 1976/77 | 1977/78 | 1978/79 | 1979/80 |  |  |  |  |  |  |  |  |
| Moscou Skate                      | 5e      |         |         |         |         | 3e      |         |  |  |  |  |  |  |  |  |
|                                   |         |         |         |         |         |         |         |  |  |  |  |  |  |  |  |